# Milamber le mage
Milamber le mage est le second tome de la saga Les Chroniques de Krondor de Raymond E. Feist.
Le livre est tout d'abord sorti en France sous le titre Le Mage aux éditions de La Reine noire le 15 juillet 1999, puis sous le titre Milamber le mage aux éditions J'ai lu le 30 novembre 2001 et enfin aux éditions Le Livre de poche, en deux tomes, nommés Milamber le tout-puissant et Celui qui se tient entre les mondes publiés tous les deux le 22 février 2007.
Les éditions Bragelonne ont édité le 17 février 2005 sous le nom Magicien une version complète et révisée par l'auteur en 1992 comprenant également Pug l'apprenti.

## Résumé
Le combat que se livrent peuples de Krondor et guerriers Tsurani fait rage, la guerre a séparé les amis d'autrefois...
Pug, qui porte maintenant le nom de Milamber, va découvrir peu à peu le secret de son pouvoir de magicien.
Tomas est devenu un guerrier aussi respecté que craint, car en lui se manifeste une présence dont les elfes savent qu'elle n'appartient plus au monde de Krondor.
Le prince Arutha, quant à lui, doit déjouer à la cour les complots visant à déstabiliser le royaume. Bientôt, tous vont devoir s'unir contre un ennemi venu de la nuit des temps...

## Personnages principaux
- Pug, qui devient un Très-Puissant sous le nom de Milamber
- Tomas, ami de Pug
- Arutha conDoin, fils cadet de duc Borric de Crydee
- Anita conDoin, fille du prince Erland de Krondor
- Jimmy les Mains Vives, jeune voleur qui aide Arutha et Anita à Krondor
- Amos Trask, pirate
- Martin l'Archer, maItre chasseur de Crydee
- Laurie, esclave midkemian, ami de Pug
- Aglaranna, reine des Elfes
- Prince Calin, fils d'Aglaranna
- Dolgan, nain
- Macros le Noir, magicien
- Kasumi des Shinzawaï, Tsurani.
- Katala, esclave thuril, épouse de Pug

### Les autres tomes desChroniques de Krondor
1. Pug l'apprenti
2. Milamber le mage
3. Silverthorn
4. Ténèbres sur Sethanon

## Sources
- Le site officiel de Raymond E. Feist
- Forum N°1 Français sur Raymond E. Feist
- Le site des éditions bragelonne
- Le site scifi-universe